# Stary Folwark (województwo kujawsko-pomorskie)
Stary Folwark – wieś w Polsce położona w województwie kujawsko-pomorskim, w powiecie grudziądzkim, w gminie Grudziądz.

## Podział administracyjny
W latach 1975–1998 miejscowość położona była w województwie toruńskim.

## Demografia
Według Narodowego Spisu Powszechnego (III 2011 r.) wieś liczyła 141 mieszkańców. Jest 24. co do wielkości miejscowością gminy Grudziądz.